# Campylocentrus pusillus
Campylocentrus pusillus är en insektsart som beskrevs av Leon Fairmaire. Campylocentrus pusillus ingår i släktet Campylocentrus och familjen hornstritar. Inga underarter finns listade i Catalogue of Life.